# Logotet
Logotet (grško starogrško λογοθέτης, logothétēs, mn. starogrško λογοθέται, logothétai, latinsko logotheta, mn.  logothetae, bolgarsko логотет, logotet, romunsko logofăt, srbsko логотет, logotet)  je bil uradniški  naziv, ki izvira iz Bizantinskega cesarstva.  V srednjem in poznem Bizantinskem cesarstvu je bil enakovreden ministru ali državnemu sekretarju. Od tam se je pod vplivom bizantinske kulture razširil v druge države, med njimi v Bolgarijo, Srbijo, Sicilijo in donavski kneževini Vlaško in Moldavijo.

## Bizantinsko cesarstvo

### Izvor  in razvoj
V grščini logothetēs pomeni nekoga, ki računa, izračunava in logično sklepa, dobesedno pa tisti, ki postavi besedo. Natančen izvor naziva ni jasen. Pojavlja se v  zapisih in delih Cerkvenih očetov, v katerih se nanaša na različne nižje uradnike, zadolžene predvsem za finančne  zadeve.
Predhodniki srednjebizantinskih logotetov so bili finančni uradniki, ki so se v poznem starem veku imenovali  rationales. Obstajali so najmanj od vladavine  cesarja Septimija Severja (vladal 193-211), v kateri je dokazano obstajal procurator rationibus (upravitelj računov). V poznorimskem obdobju so bili rationales uradniki v pretorskih prefekturah, zadolženi za nadziranje državne blagajne in državnih posesti. Prvi znamenit logotet je bil Marin, kasnejši  pretorski prefekt in prvi minister cesarja Anastazija I. (vladal 491-518). V 6. stoletju so pod cesarjem Justinijanom I. (vladal  527–565) logoteti dobili ugled in moč. Zadolženi so bili za ukrepe, ki so polnili cesarjevo zasebno blagajno. V provincah in na vojnih pohodih so delovali kot fiskalni agenti. Imeli so dovoljenje, da zase obdržijo dvanajstino vrednosti, ki so jo zbrali za državno blagajno. Nekateri, na primer zloglasni Aleksander z vzdevkom  Škarje, ker je obrezoval zlatnike, so s tem  izjemno obogateli.
Velika sprememba v vsebini naziva se zgodila v zgodnjem 7. stoletju, ko se je med vladavino Heraklijske dinastije državni ustroj iz časa Dioklecijana in Konstantina Velikega  popolnoma reformiral. Trije glavni finančni sektorji starega sistema – pretorske prefekture, sveti zakladi (sacrae largitiones) in zasebne domene (res privata) so se nadomestili z manjšimi specializiranimi oddelki, imenovanimi logothesia (edn. logothesion) ali sekreta (edn. sekreton). Reforma je bila posledica velike izgube ozemlja in potrebe po racionalizaciji zbiranja državnih davkov med bizantinsko-perzijsko vojno in muslimanskimi osvajanji. Proces se je v resnici začel že z Justinijanovimi reformami v 6. stoletju, ko se je res privata, pristojna za upravljanje cesarskih posesti, razdelila na pet različnih oddelkov. Do sredine 7. stoletja so popolnoma izginile tudi sacrae largitiones, medtem ko so bili drugi sektorji, na primer pretorske prefekture, ločeni in organizirani kot samostojni oddelki. Načelniki nekaterih oddelkov so bili logoteti. Vse oddelke je nadziral  sakellarios, ki je bil nekakšen generalni finančni kontrolor, odgovoren samemu cesarju.
Prvi logotet, omenjen na vodilnem položaju, je bil »najslavnejši logotet in patricij« Teodozij leta 626, ki je bil zadolžen za genikon (državno zakladnico) ali za stratiōtikon (vojsko). Prvi trdni dokazi za obstoj logotetov glavnih državnih področij – genikon (finance),  eidikon (posebna zakladnica in državne rezerve), stratiōtikon (vojska) in dromos (javne ceste)  so s konca 7. stoletja. V tem času so se logoteti pojavili tudi v cerkvi kot pomočniki patriarha in metropolitskih škofov, medtem ko je bil logothetēs tou praitoriou  visok uradnik konstantinopelskega eparhata.
Pod cesarjem Aleksejem I. Komnenom (vladal 1081-1118) je bil ustanovljen logothetēs tōn sekretōn, ki je nadziral vsa državna področja. Položaj se je do poznega  Bizantinskega cesarstva  razvil v  velikega logoteta (megas logothetēs). V obdobju Paleologov so številni logoteti izginili in postali zgolj častni nazivi.

### Logoteti
- Logothetēs tou dromou (starogrško λογοθέτης τοῦ δρόμου), logotet za javne ceste in pošto, je bil odgovoren za državno pošto, diplomacijo in obveščevalne službe. V 10.-11. stoletju je pogosto deloval tudi kot ministrski predsednik.[11]

- Logothetēs tou genikou (starogrško λογοθέτης τοῦ γενικοῦ), ki se je pogosto imenoval genikos logothetēs ali preprosto ho genikos (starogrško ὁ γενικός) je bil nekakšen generalni logotet ali generalni finančni minister (genikon logothesion), odgovoren za  davke in državne dohodke.[12]

- Logothetēs tou stratiōtikou (starogrško λογοθέτης τοῦ στρατιωτικοῦ), logotet za vojsko, je bil odgovoren za plačevanje in oskrbo bizantinske armade, čepprav so njegove zadolžitve do neke mere nejasne.[13][14]

- Logothetēs tōn agelōn (starogrško λογοθέτης τῶν ἀγελῶν), dobesedno logotet za črede, je bil odgovoren za državne posesti (mētata) v zahodni Mali Aziji, na katerih so vzrejali konje in mule za armado in cesarsko javno pošto.[1][15]

- Epi tou eidikou ali  enostavno eidikos je bil odgovoren za (e)idikon logothesion, se pravi  državno zakladnico, tovarne, skladišča in monopole. Po nekaterih trditvah se je razvil iz rimskega comes rerum privatarum, ki je bil odgovoren za cesarjeve zasebne posesti.[16]

- Logothetēs tou praitōriou (starogrško λογοθέτης τοῦ πραιτωρίου) ali logotet Pretorija je bil eden od dveh glavnih eparhovih pomočnikov, odgovoren verjetno za sodstvo in politiko.[1][17]

- Logothetēs tōn hydatōn (starogrško λογοθέτης τῶν ὑδάτων), logotet za vode, je nejasen uradnik, ki je omenjen samo enkrat. Verjetno je bil istoveten s komesom za vode hydatōn (komes hydatōn), ki je bil odgovoren za akvadukte.[18]

- Logothetēs tōn oikeiakōn (starogrško λογοθέτης τῶν οἰκιακῶν) je bil odgovoren za oikeiakoi  skupino dvornih uradnikov, ki so imeli različne  finančne in sodne zadolžitve.[19]

- Megas logothetēs (starogrško μέγας λογοθέτης) ali veliki logotet, ustanovljen kot  logothetēs tōn sekretōn  med vladavino Alekseja I. Komnena, je nadziral in koordiniral vse vladne resorje (sekreta).[1]

## Logoteti izven Bizantinskega cesarstva

### Srbija
Naziv logotet (логотет) je  bil v srednjeveški Srbiji v rabi od vladavine kralja Štefana Milutina (vladal 1282-1321). Pomembni logoteti so bili Rajko, Joanikije, Pribac,  Gojko, Voihna, Pahomije in Štefan Ratković.

### Sicilija
Bizantinski naziv so si sposodili tudi na Zahodu, kjer ga je cesar Svetega rimskega cesarstva Oton III.  podelil svojemu kanclerju Leonu Vercellijskemu (999-1026). Nazadnje  se je uporabljal samo še na Siciliji, kjer je logotet zasedal položaj kanclerja in bil  enak  ali celo višji od položaja  velikega kanclereja (magnus cancellarius). Naziv logotet je imel na primer Pietro della Vigna,  vsemogočni minister svetega rimskega cesarja in sicilskega kralja Friderika II.    (vladal 1220-1250).

### Romunski kneževini
Naziv sta si sposodili tudi srednjeveški  romunski kneževini Vlaška in Moldavija. V Vlaški je bil  veliki logotet prvi minister in načelnik državne pisarne, medtem ko je bil v Moldaviji drugi najpomembnejši član knežjega zbora. Najpomembnejši je bil ban.
Logotet so bili tudi nekateri drugi uradniki:
- Logofăt al doilea (drugi logotet) je bil zastopnik velikega logoteta.
- Logofăt al treilea (tretji logotet) je bil tajnik velikega logoteta.
- Logofăt de vistierie je bil odgovoren za državno zakladnico.
- Logofăt de cămară je bil odgovoren za državni protokol.
- Logofăt de taină ali logofăt domnesc (državni logotet)  je bil knezov zasebni tajnik.

## Glaj tudi
- Bizantinska aristokracija in birokracija